# Amfilochiusz (Andronikakis)
Amfilochiusz, imię świeckie Amfilochios Andronikakis (ur. 1964 w Chania) – grecki duchowny prawosławny w jurysdykcji Patriarchatu Konstantynopola, od 2005 metropolita Kisamos i Selinonu w Autonomicznym Kościele Krety.

## Życiorys
W 1990 przyjął święcenia diakonatu, a w 1992 prezbiteratu. 8 października 2005 otrzymał chirotonię biskupią.
W czerwcu 2016 r. uczestniczył w Soborze Wszechprawosławnym na Krecie.